# Blue Rain (bài hát của Fin.K.L)
Blue Rain là đĩa đơn chủ đề nằm trong album đầu tay cùng tên Blue Rain của nhóm nhạc nữ huyền thoại Hàn Quốc Fin.K.L, phát hành năm 1998. "Blue Rain" mặc dù là đĩa đơn chính và được quảng bá rộng rãi, tuy nhiên đĩa đơn chưa lần nào giúp nhóm dành được quán quân trên các sân khấu âm nhạc kể từ khi bắt đầu quảng bá từ tháng 5. Mẵi cho đến tháng 7 khi quảng bá cho "Ruby: Sad Tear" (tiếng Hàn: 루비 (淚悲): 슬픈눈물) và "To My Boyfriend" (tiếng Hàn: 내 남자 친구에게). Dù không dành được cúp chiến thắng nào nhưng đĩa đơn cũng tạo nên danh tiếng của Fin.K.L. Đĩa đơn cũng được nhiều ca sĩ mới hát lại.

## Mô tả
"Blue Rain" là đĩa đơn chủ đề trong album đầu tay của Fin.K.L, nên việc phát hành và quảng bá rất được công ty quản lý và nhóm quan tâm. Ban đầu thì album và đĩa đơn dự định quảng bá vào đầu năm với 3 thành viên, họ cũng chuẩn bị sẵn cả poster quảng bá cho ba thành viên. nhưng Lee Hyori được thêm vào, nên lịch phát hành bị thay đổi, phần nhạc được thay đổi cho phù hợp hơn. Tuy nhiên phần lời của Ock chẳng mấy thay đổi. Nguyên do cũng vì giai điệu bài hát là ballad buồn, và chất giọng của Ock là rất phù hợp để hát chính và chiếm phần lớn lời, còn các thành viên khác chỉ hát phụ cho cô.

### Video âm nhạc
Một video âm nhạc đã được phát hành ngay khi album được bán ra vào tháng 5 năm 1998. Trong video các thành viên xuất hiện tại một căn nhà ở Seoul, và một quán nhỏ ở gần đó. Và giống như lời bài hát thì các thành viên nhảy trong mưa với tâm trạng buồn rầu. MV được phát hành lại ngày 24 tháng 5 năm 2019, trên 1theK của Youtube, khi nhóm có ý định trở lại với màn tái hợp của bốn thành viên.

### Danh sách phát
| STT | Nhan đề     | Phổ lời      | Phổ nhạc    | Hòa âm       | Thời lượng |
| --- | ----------- | ------------ | ----------- | ------------ | ---------- |
| 1.  | "Blue Rain" | Lee Seung Ho | Shin In-soo | Jeon Jun-Gyu | 04:21      |